# Futbol a Nicaragua

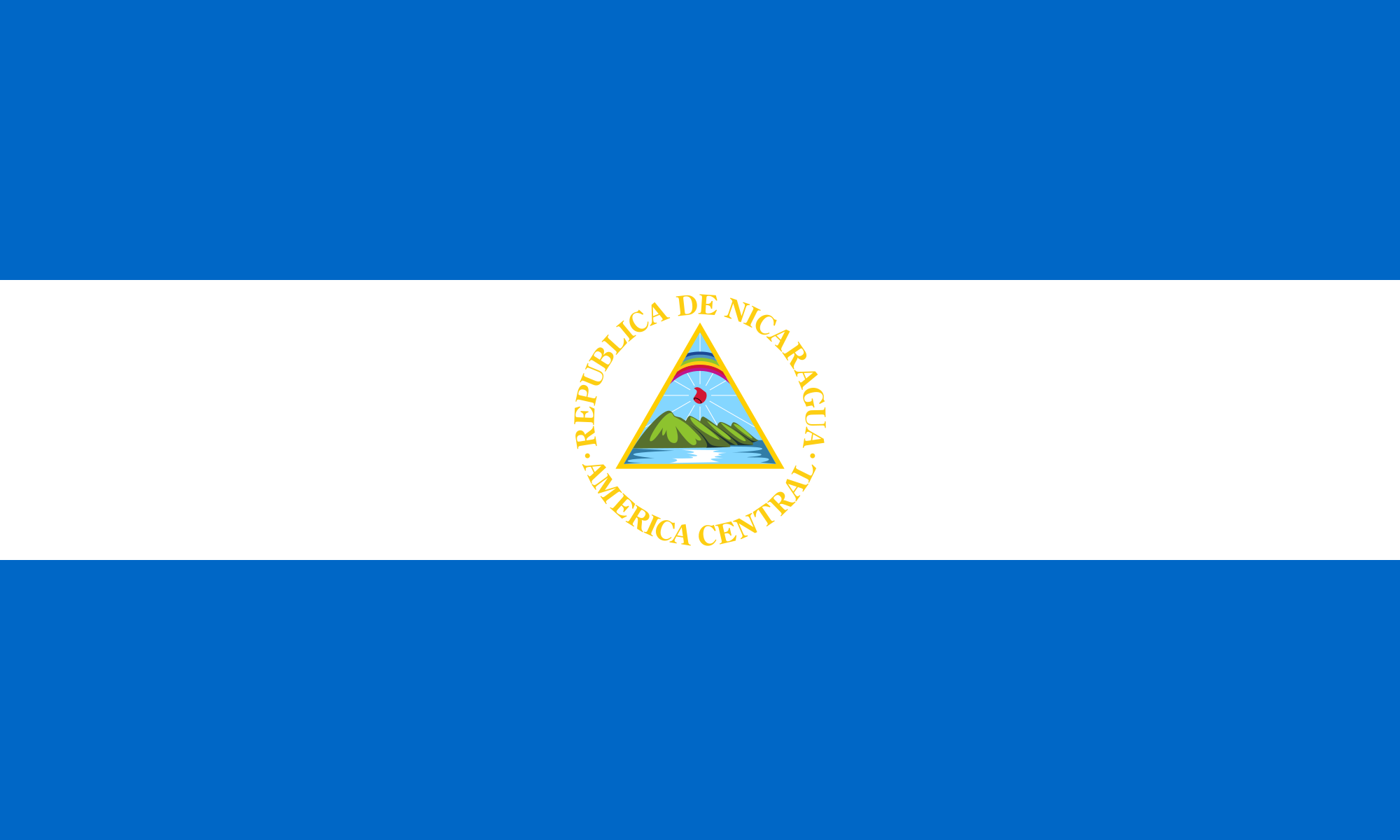

El futbol és el segon esport més popular a Nicaragua per darrere del beisbol.

## Història

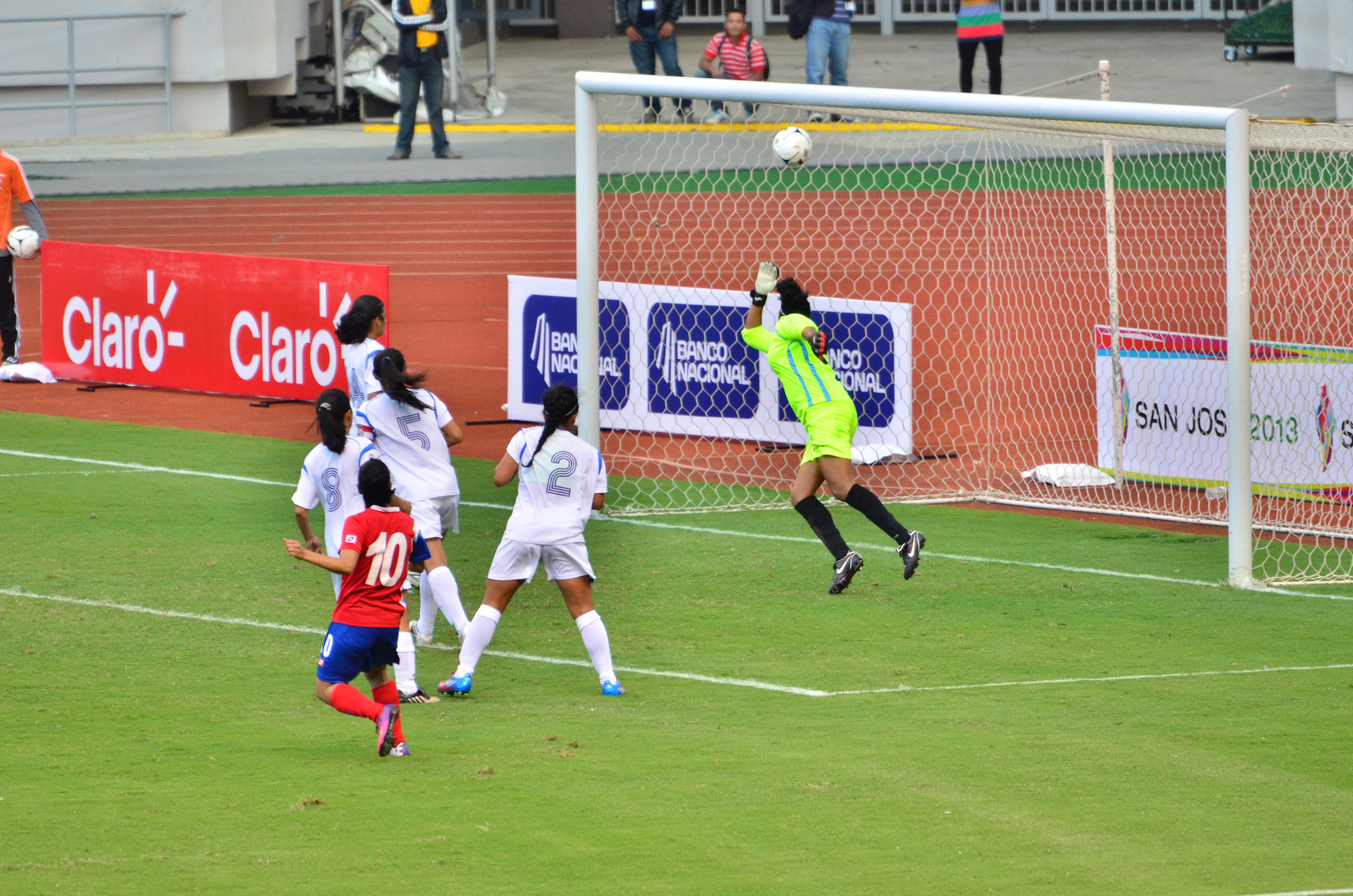
Final entre Nicaragua i Costa Rica femenina, als Jocs Centreamericans de 2013 a San José, Costa Rica.

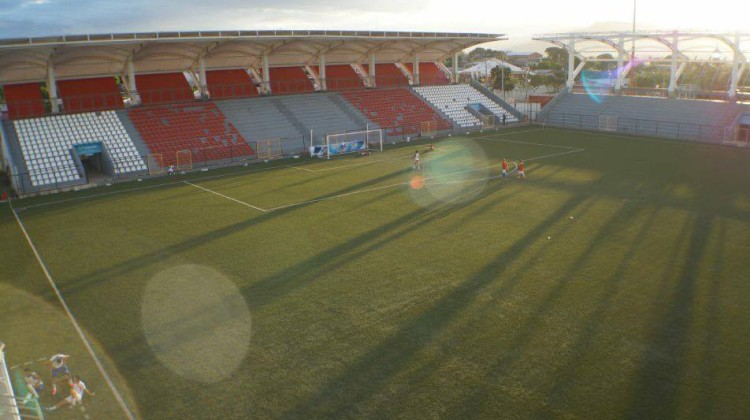
Estadi Independencia d'Estelí.

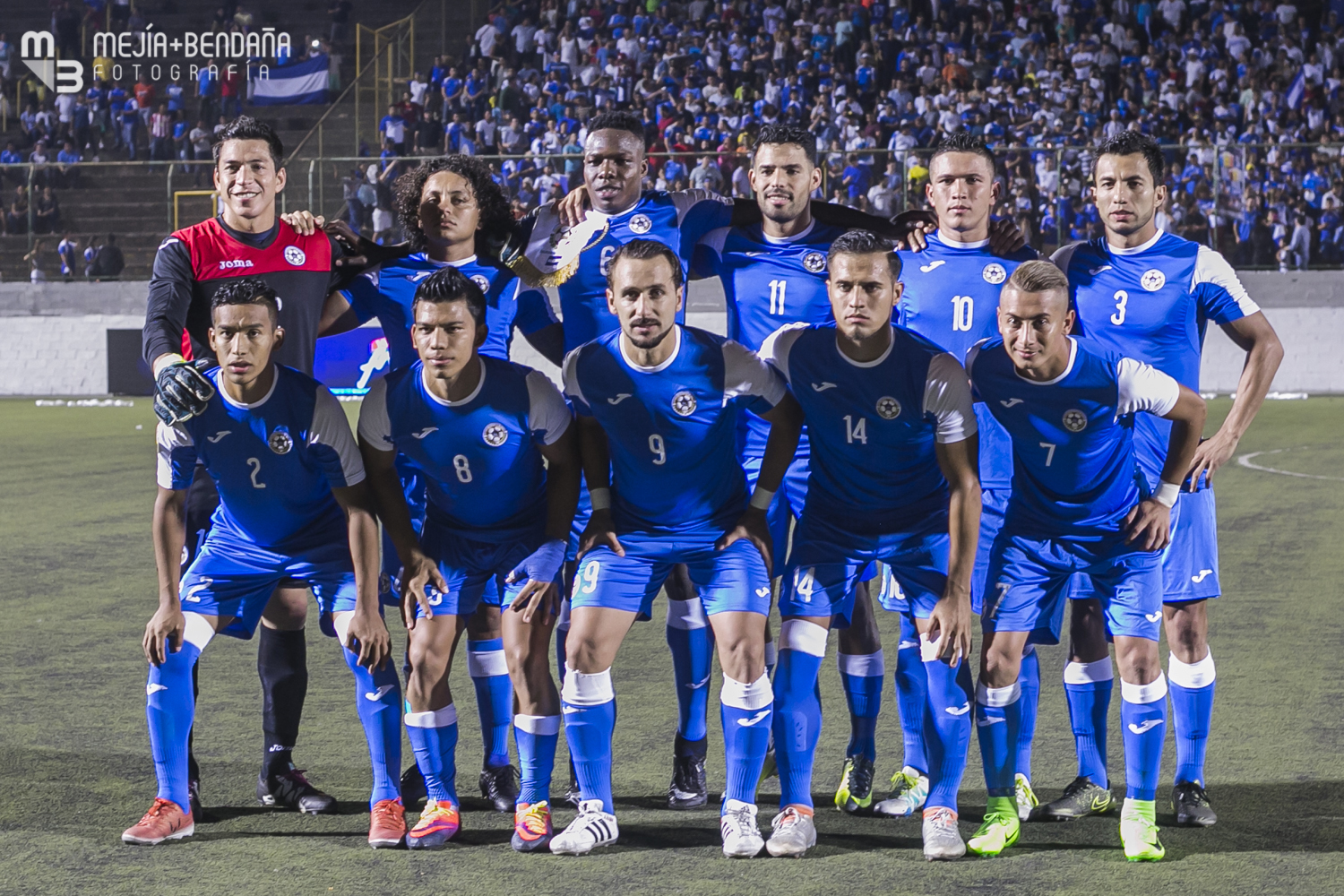
Selecció de Nicaragua el 2017.

L'introductor del futbol a Nicaragua fou, segons diverses fonts, el professor Napoleón Parrales Bendaña, que aprengué l'esport mentre estudiava a Costa Rica. Altres fonts parlen de les famílies benestants del país, que enviaven els seus fills a estudiar a Europa, i que el 1907 crearen la Sociedad de Ahorro, entitat que tenia el fi de recaptar diners pel foment i pràctica del futbol.
El primer partit es disputà el 15 de setembre de 1909 entre dos equips, integrats per socis del Managua Sporting Club. El 20 de març de 1917, al camp de La Momotombo es disputà un partit entre els onzes d'Atlético i Atenas, finalitzat amb empat a un gol. El 25 de desem re de 1917 el Club Metropolitano de Managua disputà un partit a la ciutat de Chinandega contra un onze local. Aquest any es fundà el Diriangén Fútbol Club.
Pel que fa al futbol internacional, el 29 de febrer de 1920 es va efectuar a Managua, el primer partit de futbol entre els uns futbolistes de Costa Rica i una selecció nacional de futbol de Nicaragua. El partit va finalitzar empatat a un gol.

## Competicions
- Lligues:
  - Primera División
  - Segunda División
  - Tercera Division

- Copes:
  - Copa de Nicaragua

## Principals clubs
Clubs amb més títols de lliga (2018).
- Diriangén
- Real Estelí
- Deportivo Santa Cecilia
- Walter Ferretti
- Deportivo Universidad Centroamericana
- América Managua

## Jugadors destacats
Fonts:
Des de 1950
- Livio Bendaña Espinoza

Des de 1960
- Miguel Buitrago
- Salvador Dávila
- Salvador Dubois Leiva
- Pedro José Jirón

Des de 1970
- Manuel Cuadra Serrano
- Roger Mayorga

Des de 1980
- Mauricio Cruz

Des de 1990
- Livio José Bendaña

Des de 2000
- David Solórzano

Des de 2010
- Juan Barrera

## Principals estadis

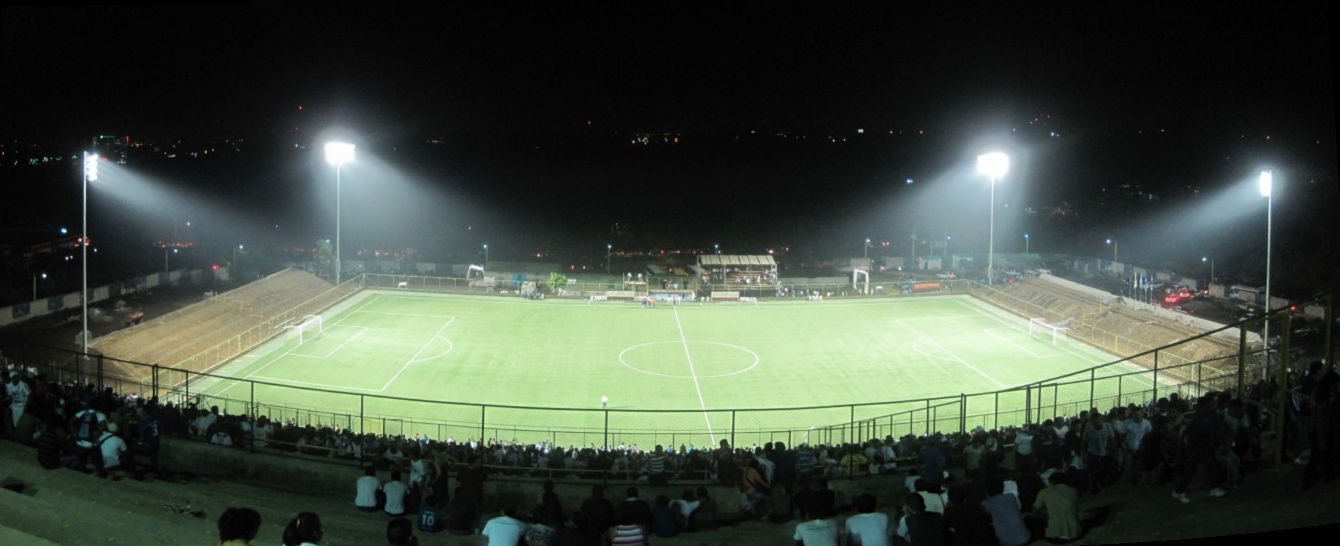
Estadi Nacional de Nicaragua.

| # | Estadi                                 | Seu      | Capacitat |
| - | -------------------------------------- | -------- | --------- |
| 1 | Estadi Nacional de Futbol de Nicaragua | Managua  | 20.000    |
| 2 | Estadi Nacional Dennis Martínez        | Managua  | 15.000    |
| 3 | Estadi Cacique Diriangén               | Diriamba | 8.000     |
| 4 | Estadio Olímpico del IND Managua       | Managua  | 8.000     |
| 5 | Estadio Independencia                  | Estelí   | 5.000     |